# Rey de armas

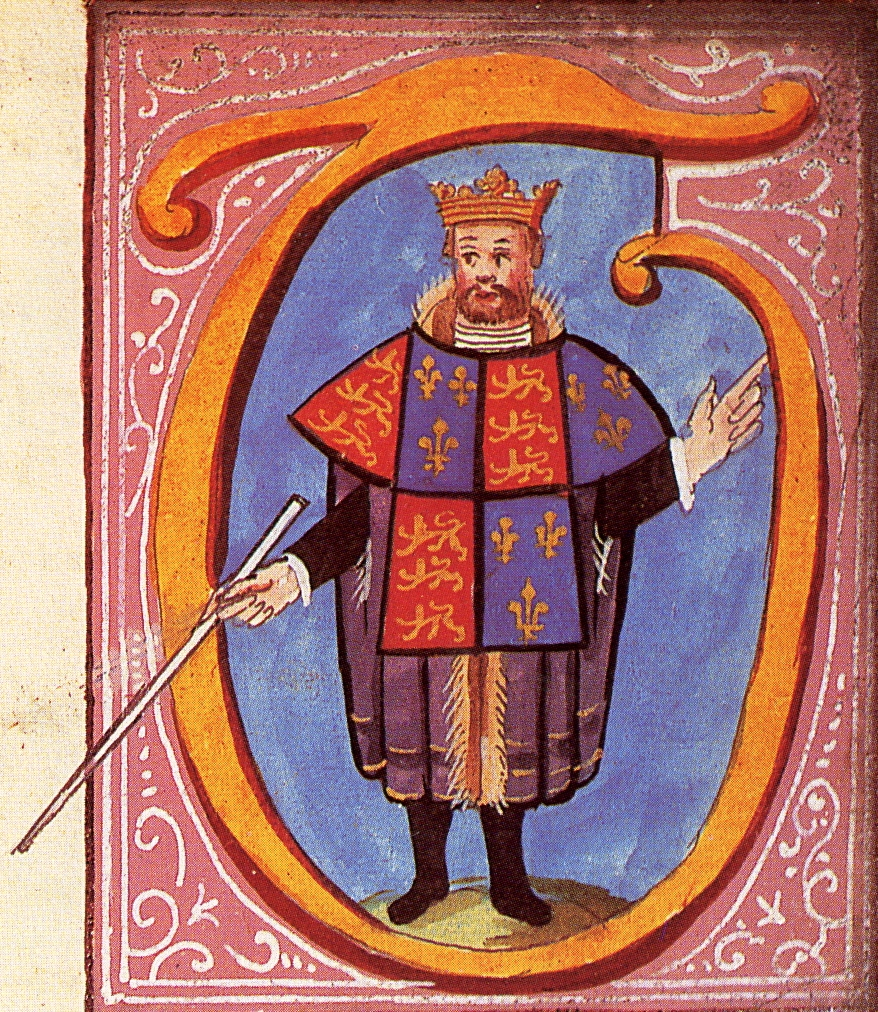
Thomas Hawley, rey de armas Clarenceux.

El rey de armas es un cargo oficial palatino que tiene encomendado el registro de los escudos heráldicos, el blasonamiento y conformación de los nuevos que se hubieran concediendo, la observancia de las leyes heráldicas y la expedición de certificados, «informes genealógicos (...) sobre el linaje, los apellidos y las armas correspondientes». Es el más alto rango al que puede aspirar un oficial de armas.
Este cargo tuvo muchas prerrogativas y gran importancia en los últimos siglos de la Edad Media, especialmente en la organización de los torneos y en la formación de sus leyes.

## Historia
Cronológicamente, afirmaba en 1993 Faustino Menéndez-Pidal, «antes de mediar el siglo XIV, la institución de los oficiales de armas, habitual ya y arraigada en la Europa del Canal (norte de Francia, Inglaterra, Países Bajos, Renania), era absolutamente desconocida en esa otra Europa del sur a la que pertenecemos, tan diferente en su evolución histórica y, consecuentemente, en sus costumbres e instituciones.»
Historiográficamente este historiador afirma, más adelante, que «este ámbito de la organización nobiliaria, de la caballería y de sus acompañamientos rituales y formales es probablemente uno de los que presentan diferencias más marcadas. Los estudios sobre temas de este campo se iniciaron en el espacio anglo-francés y se han basado tradicionalmente en sus modelos.»
El rey de armas era un título de dignidad y honor que daban los reyes a los caballeros más esforzados, a cuyo cargo estaba advertir las hazañas de los demás militares testificando de ellas para su remuneración y premio, decidir en causas dudosas de hechos de armas, denunciar las guerras, asentar paces, asistir a los consejos de guerra e interpretar las letras escritas en letra peregrina a los reyes. Sus insignias eran las armas del mismo emperador o rey, lo que no constituía una ofensa, ya que no peleaban en el campo de batalla.
A ellos se deben los primeros libros de Heráldica, entre los cuales fueron célebres el libro del Heraldo Berry, primer heraldo de Carlos VII de Francia, y el del Heraldo Sicilia que lo fue de Alfonso V de Aragón, ambos de la primera mitad del siglo XV.

## Deberes

Corona que usan los reyes de armas españoles en sus escudos.

En España, el deber de registrar escudos de armas ha sido asignado al Cronista Rey de Armas, siendo el último en ocupar el puesto Vicente de Cadenas y Vicent.

### Castilla y León
El Cronista de Armas de Castilla y León tiene las facultades y competencias tradicionales de los antiguos Cronistas, Reyes de Armas y Heraldos de Castilla y León, contenidas en el Real Decreto de 29 de julio de 1915, y el Decreto de 13 de abril de 1951.

### Navarra
Con el primer monarca que se tiene noticia de este cargo fue con Carlos II de Navarra, en abril de 1366, cuando «el cronista Froissart se reunió en Bruselas con los heraldos de los reyes de Navarra, Aragón y Dinamarca, de los duques de Láncaster, Baviera y Brunswick, que habían llegado para asistir a las justas que mantenía la duquesa de Brabante.» También con el mismo rey figura como "rey de los heraldos de Navarra" el normando Martín Carbonnel, autor de un armorial donde, en la versión conocida en la actualidad, no recoge armerías navarras. En la documentación navarra se vuelven a nombrar heraldos en 1386 y en 1395, reinando ya Carlos III de Navarra, nombra a Pierres du Bar, juglar bretón, como rey de armas siendo mencionado con el nombre de "Navarra, rey de los heraldos".
Durante el siglo XVI encontramos a varios artistas (pintores en su mayoría) ocupando el cargo de rey de armas: Juan del Bosque (1542), Gracián del Bosque (1546), Lope de Aoiz (1556), Ramón de Oscáriz (1557), Miguel de Tarragona (1575), Pedro de Azcárraga (1577), Martín de Istúriz (1593) y Juan de Landa (1595).
En los dos siglos siguientes, XVII y XVIII, siguen con el título de Navarra varios más, según cita la Gran Enciclopedia de Navarra: «Don Miguel de Sarasa y Arraya, en 1615. Don Gabriel de Huarte e Ibarra, en 1630. Diego Sanz, nombrado en 1642, cesado. Martín Serrano, en 1642; revocado el nombramiento. Juan de Sagardía, nombrado en 1648, cesado. Martín de Istúriz, en 1651. José de Istúriz, hijo del anterior, en 1681, cesado. Juan de Salaberría, en 1716. Juan Bernardo Loperena, en 1730. Manuel de Armendáriz, nombrado en 1765; teniente por su hijo Bernardo, legatario de Loperena. Juan Bernardo Loperena, presbítero; nombrado en 1797 por legado de su tío del mismo nombre, con facultad para nombrar sustituto.

### Aragón
También es temprana la mención del cargo palatino de Rey de Armas en Aragón desde 1387 en la figura de Jean de Bar, teniendo continuidad posterior como el caso de Garci Alonso de Torres, rey de armas de Aragón en 1516, autor del tratado Blasón y recogimiento de armas. Como en Navarra, la situación geográfica y las relaciones dinásticas transpirenaicas favorecen la adopción de usos y costumbres europeos. 